# Dysstroma simpliciata
Dysstroma simpliciata là một loài bướm đêm trong họ Geometridae.